# عمرو بن عيسى
عَمْرو بن عيسى بن سويد بن هبيرة أَبُو نعامة العدوي البَصْرِيّ وأحد رواة الحديث النبوي. من تابعي التابعين.

## روايته للحديث النبوي
- روى عن: أَبِي هنيدة البراء بْن نوفل، وجبر بْن حبيب، وحجير بْن الربيع العدوي، وحميد بن هلال، وخالد بْن عمير، وشويس أَبِي الرقاد، وعَبْد العزيز بْن بشير بْن كعب، ومسلم بْن بديل العدويين، وأبي السوار العدوي، وحفصة بنت سيرين.
- روى عنه: الحسن بْن عَمْرو العَبْدي، وروح بْن عبادة، وزهير بْن هنيد العدوي، وصفوان بْن عيسى، وأَبُو عاصم الضحاك بْن مخلد، وعَبْد الوارث بْن سَعِيد، وغالب بْن قران الهذلي، ومُحَمَّد بْن عُثْمَان القرشي، ومكي بْن إبراهيم البلخي، والنضر بن شميل، ووكيع بن الجراح، ويحيى القطان، ويزيد بن زريع، ويزيد بن هارون، ويوسف بن يعقوب الضبعي.[1]
- الجرح والتعديل: قال أحمد بن حنبل: «ثقة إلا أنه اختلط قبل موته»، وقال يحيى بن معين: «ثقة»، وكذلك النسائي وقال أبو حاتم الرازي: «لا بأس به»، ذكره ابن حبان في كتاب الثقات، روى له مسلم بن الحجاج، وأبو داود في «القَدَر»، والترمذي في الشمائل المحمدية، وابن ماجة.[1]